# Cúpula América do Sul - África
A Cúpula América do Sul - África (ASA) é um fórum multilateral, birregional, de cooperação política entre as nações de ambas regiões, conformado por 54 países africanos e 12 sul-americanos, a maioria membros da União Africana (UA) e da União de Nações Sul-Americanas (UNASUL), respectivamente, buscando o estreitamento de laços de irmandade dos povos, a cooperação para o desenvolvimento impulsionando o intercâmbio econômico interregional, e a defesa comum em temas políticos baseados no mundo multipolar e na cooperação sul-sul.
Em 2004, iniciaram os diálogos entre os representantes do Brasil e da Nigéria, especificamente com um encontro entre os então presidentes nigeriano, Olusegun Obasanjo, e brasileiro, Luiz Inácio Lula da Silva. Em maio de 2005, realizou-se no Brasil a Cúpula América do Sul - Países Árabes. Após essa conferência e outras reuniões, decidiu-se instituir também a ASA com reuniões preparatórias de altos funcionários em 2006, tendo finalmente lugar em 30 de novembro de 2006, em Abuja, Nigéria.

## Edições

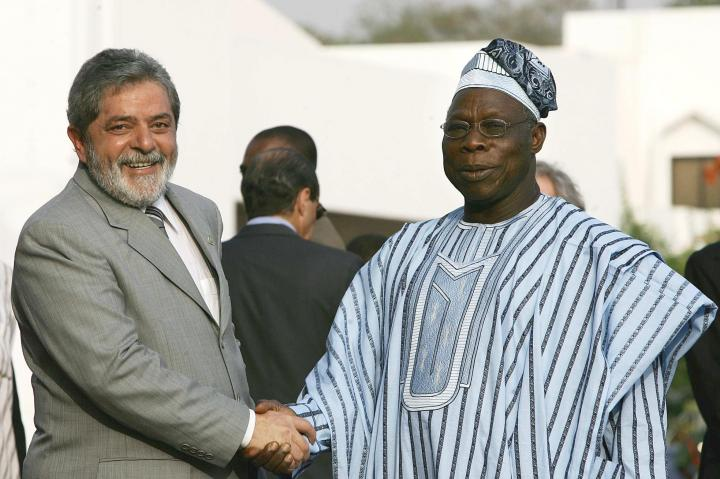
Luiz Inácio Lula da Silva em visita de Estado à Nigéria, ao lado de seu homólogo Olusegun Obasanjo, em abril de 2005.

### Primeira cúpula
A I Cúpula América do Sul - África foi realizada em Abuja (Nigéria), em 30 de novembro de 2006. Desta cúpula saíram a Declaração de Abuja, o Plano de Ação de Abuja e a resolução de criação do Fórum de Cooperação América do Sul - África (ASACOF).

### Segunda cúpula
A II Cúpula América do Sul - África foi realizada em Ilha de Margarita (Venezuela), nos dias 26 e 27 de setembro de 2009. Desta cúpula saiu a Declaração do Estado de Nueva Esparta.

### Terceira cúpula
A III Cúpula América do Sul - África foi realizada em Malabo (Guiné Equatorial), de 20 a 23 de janeiro de 2013., Inicialmente estava previsto que ela ocorresse em 2011 na Líbia porém foi inviabilizada pela Guerra Civil Líbia.